# Orlu (Ariège)
 Orlu  es una población y comuna francesa, en la región de Mediodía-Pirineos, departamento de Ariège, en el distrito de Foix y cantón de Ax-les-Thermes.

## Demografía
| 157 | 125 | 133 | 147 | 179 | 195 |
| Para los censos de 1962 a 1999 la población legal corresponde a la población sin duplicidades (Fuente: INSEE [Consultar]) |     |     |     |     |     |